# Knipper
Knipper ima več pomenov.

## Osebnosti
Priimek več osebnosti (rusko Кни́ппер).
- Andrej Lvovič Knipper (*1932), ruski geolog.
- Billy Knipper (1882—1968), ameriški avtomobilistični dirkač.
- Tomas Knipper, švedski državnik.
- Lev Konstantinovič Knipper (1898—1974), ruski skladatelj in agent OGPU/NKVD.
- Olga Leonardovna Knipper-Čehova (1868—1959), ruska gledališka igralka.